# The Blades

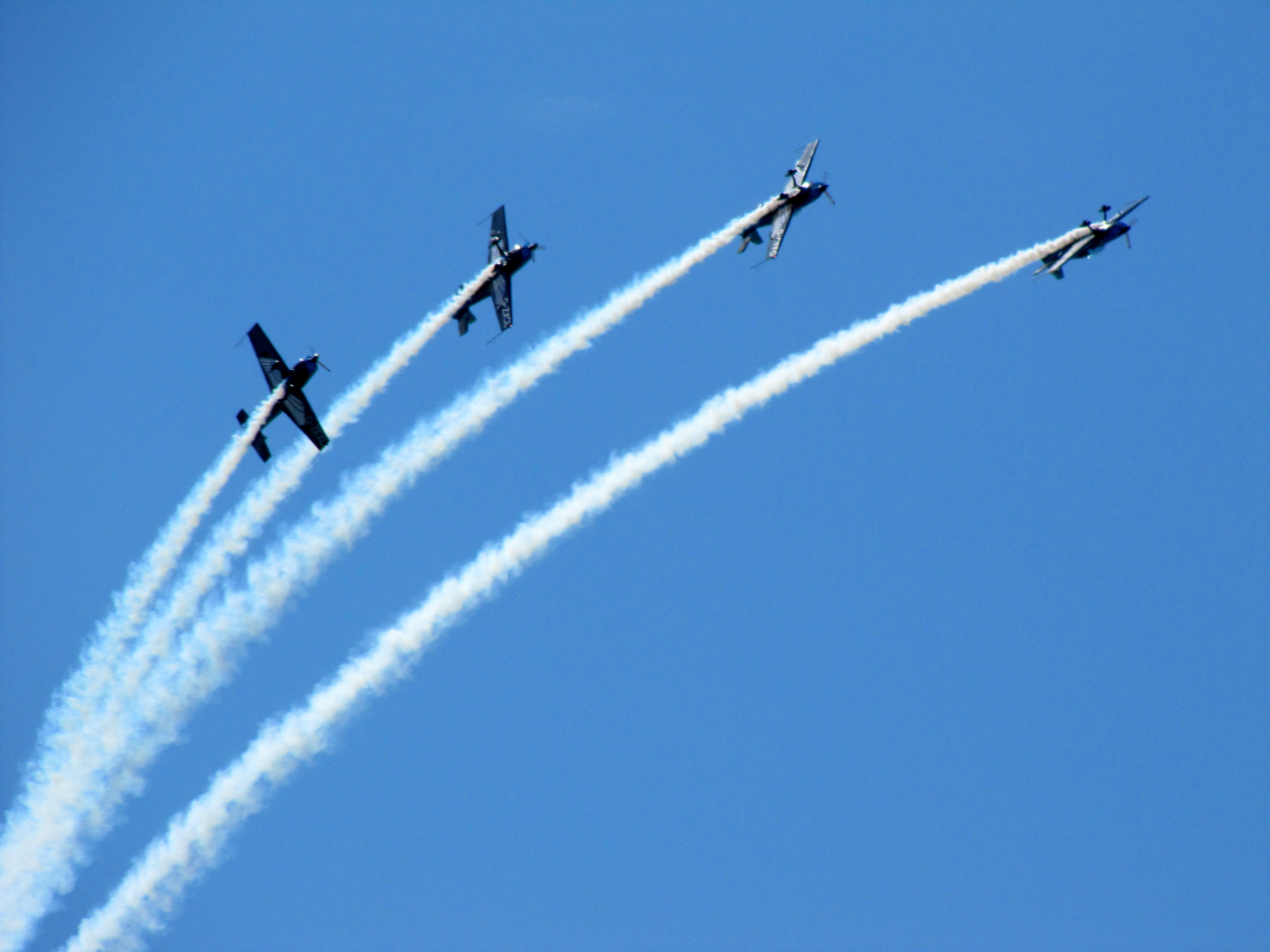
Una formazione dei The Blades nel 2010

The Blades (Le lame) sono una pattuglia acrobatica civile britannica basata a Northampton presso l'aerodromo di Sywell.

## Storia
Nel 2005 viene fondata la società 2Excel Aviation Limited da due ex ufficiali della Royal Air Force: Chris Norton, OBE, DFC e Andy Offer, OBE, con lo scopo di realizzare la prima compagnia aerea civile inglese dotata di una squadra acrobatica a tempo pieno.
Viene individuato come velivolo l'Extra EA-300LP, un aereo acrobatico biposto, progettato e realizzato dalla Extra Aircraft di Walter Extra, dotato di struttura in fibra di carbonio e motore Lycoming AEIO 540 L1B5 da 300 hp. La formazione vola con 4 aeroplani, Blades 1, 2, 3 e 4 che è il solista. I velivoli utilizzati dalla pattuglia acrobatica sono inoltre dotati di telecamere su ali, timone e cockpit che consentono di trasmettere immagini ed audio delle esibizioni ai megaschermi a disposizione del pubblico.
Per dar vita alla formazione acrobatica dei "The Blades" vengono ingaggiati ex piloti della Royal Air Force e della pattuglia acrobatica militare The Red Arrows:
- Myles Garland, Blade 1 e leader della formazione,
- Chris Carder, Blade 2,
- Dave Slow, Blade 2,
- Andy Evans, Blade 2 o 3,
- Mark "Cutty" Cutmore, Blade 4, il solista,

mentre Andy Offer ricopre il ruolo di Blade 3 e di direttore.
Il 2 maggio 2006 la squadra ha ottenuto l'autorizzazione al volo acrobatico in pubblico dalla "Civil Aviation Authority" (CAA), mentre l'attività acrobatica è iniziata ufficialmente il 21 maggio 2006 con il sorvolo di una manifestazione organizzata da David Beckham e sua moglie Victoria Adams.
Nel 2010 lo sponsor principale è stato la Royal Air Force Association (RAFA), associazione benefica che supporta le famiglie del personale della RAF in servizio o in congedo.